# Luschin-Straße
Die Luschin-Straße (russisch пролив Лужина proliv Loezjina), auch als Dritte Kurilenstraße bekannt, ist eine 15 km
breite Meeresstraße im Ochotskischen Meer zwischen den beiden
Kurileninseln Paramuschir und Anziferow-Insel.
Die Meerenge wurde nach dem russischen Geodäten und Kartographen Fjodor Luschin (* unbekannt, † 1727) benannt.
Aalmuttern (Gymnelus soldatovi) wurden in der Meerenge in einer Tiefe von 100 m gefunden.